# بوچوم
بوچوم (به صربی: Bučum) یک روستا در صربستان است که در سورییگ واقع شده‌است. بوچوم ۱۰۶ نفر جمعیت دارد.